# Anunciación de la Bienaventurada Virgen María en Via Ardeatina (título cardenalicio)
Anunciación de la Bienaventurada Virgen María en Via Ardeatina es un título cardenalicio diaconal de la Iglesia Católica. Fue instituido por el papa Pablo VI en 1965 con la constitución apostólica Sanctissimis templis.

## Titulares
- Mario Francesco Pompedda (21 de febrero de 2001 - 18 de octubre de 2006)
- Vacante
- Domenico Calcagno (18 de febrero de 2012